# Rosarito
Rosarito (Playas de Rosarito) – miasto w Meksyku, w stanie Kalifornia Dolna, nad Oceanem Spokojnym. W 2005 liczyło 58 877 mieszkańców.  Miasto leży około 25 km na południe od przejścia granicznego z USA w Tijuanie, a ponadto obrębie miasta znajdują się plaże oraz liczne kluby co sprawia, że jest częstym celem wycieczek weekendowych dla amerykańskiej młodzieży.

## Gmina Playas de Rosarito
Miasto jest siedzibą władz gminy Playas de Rosarito, jednej z pięciu gmin w tym stanie. W 2005 roku liczba ludności gminy wynosiła 73 305 osób. Jest obecnie najmniejszą i najmłodszą gminą w stanie, utworzoną 29 czerwca 1995 roku. Ludność gminy zajmuje się głównie usługami i obsługą turystyki (61%) a także są zatrudnieni w przemyśle (36%) oraz rolnictwie i hodowli (3%).